# Donna sola/Questo amore vero
Donna sola è un singolo di Mia Martini, pubblicato il 15 settembre 1972 dalla Dischi Ricordi, estratto dall'album Nel mondo, una cosa.
È uno dei brani più conosciuti della Martini, scritto da Luigi Albertelli, Dario Baldan Bembo e Bruno Lauzi.

## Descrizione
L'immediato successo di Piccolo uomo fa diventare Mia Martini una delle più promettenti cantanti nel panorama della musica leggera italiana.
In autunno Luigi Albertelli e Dario Baldan Bembo hanno già in progetto il nuovo singolo col quale Mia Martini possa ripetere il clamoroso successo ottenuto in estate.
Il brano scelto per la promozione autunnale è Sola, pezzo dalle venature soul e gospel già inciso in versione strumentale intitolato Processione, scritto da Salvatore Fabrizio, e pubblicato da Johnny Sax. La cantante aveva già provato la canzone con tale titolo, ma non la convinceva del tutto.
Fu così che venne chiamato anche Bruno Lauzi, il quale perfezionò il testo (sempre in collaborazione con Albertelli e Baldan Bembo) facendo uscire cosi Donna sola.
Il pezzo viene inciso, tra il '72 e il '73 in tedesco (Einsam) e in spagnolo (Mujer sola). Proprio la Spagna riserva grande attenzione per la cantante, definendola la regina della musica giovanile italiana e il singolo viene pubblicato agli inizi del '73 ottenendo un ottimo successo anche per la promozione al programma televisivo Senoras y senores (5 maggio 1974).
Questo amore vero è il lato B del singolo, scritto sempre da Luigi Albertelli e composto da Massimo Guantini che sembra anticipare le stesse tematiche affrontate poi in Minuetto.

## Successo e classifiche
Il brano viene presentato alla Mostra Internazionale di Musica Leggera di Venezia, dove Mia Martini vince la Gondola d'oro per il singolo più venduto della rassegna.
Donna sola bissa il successo di Piccolo uomo e arriva fino al 1º posto in Hit Parade durante il mese di novembre, vende quasi 350 000 copie e consacra finalmente Mia Martini tra i big della canzone italiana.

### Classifiche
| Nº | Settimana        | Posizione |
| -- | ---------------- | --------- |
| 1  | 28 ottobre 1972  | 7         |
| 2  | 4 novembre 1972  | 7         |
| 3  | 11 novembre 1972 | 4         |
| 4  | 18 novembre 1972 | 4         |
| 5  | 25 novembre 1972 | 1         |
| 6  | 2 dicembre 1972  | 2         |
| 7  | 9 dicembre 1972  | 3         |
| 8  | 16 dicembre 1972 | 5         |
| 9  | 23 dicembre 1972 | 5         |
| 10 | 30 dicembre 1972 | 5         |
| 11 | 6 gennaio 1973   | 7         |
| 12 | 13 gennaio 1973  | 10        |

## Versioni e cover
Oltre alle versioni in lingua straniera della stessa cantante, possiamo ricordare:
- Versione strumentale intitolata Processione e incisa dal sassofonista Johnny Sax;
- Versione in spagnolo della cantante Ednita Nazario intitolata Mujer sola e pubblicata nell'omonimo album del 1978;
- Versione in spagnolo della cantante Valeria Lynch intitolata Mujer sola (1982), che divenne un grande successo nei paesi latini.

## Tracce
Lato A
1. Donna sola – 3:32 (testo: Bruno Lauzi e Luigi Albertelli – musica: Dario Baldan Bembo)

Lato B
1. Questo amore vero – 3:21 (testo: Luigi Albertelli – musica: Massimo Guantini)